# Jacob Vargas
Jacob Vargas (Michoacán de Ocampo, 18 augustus 1971) is een Mexicaans-Amerikaans acteur en filmproducent.

## Biografie
Vargas werd geboren in Michoacán de Ocampo en emigreerde met zijn familie op eenjarige leeftijd naar Los Angeles.
Vargas is getrouwd en heeft hieruit twee dochters.

## Filmografie

### Films
Selectie:
- 2022 Kimi - als gangster met bril
- 2017 Beyond Skyline - als Garcia
- 2014 Heaven Is for Real - als Michael
- 2010 Devil – als Ramirez
- 2008 Death Race – als Gunner
- 2007 The Death and Life of Bobby Z - als Jorge Escobar
- 2007 The Hills Have Eyes 2 – als Crank
- 2006 Bobby – als Miguel
- 2005 Jarhead – als Juan Cortez
- 2005 The Wendell Baker Story – als Reyes Morales
- 2004 Flight of the Phoenix – als Sammi
- 2002 RFK – als Cesar Chavez
- 2001 Dr. Dolittle 2 – als Pepito (stem)
- 2000 Traffic – als Manolo Sanchez
- 1997 Romy and Michele's High School Reunion – als Ramon
- 1997 Selena – als Abie Quintanilla
- 1995 Get Shorty – als Yayo Portillo
- 1995 Crimson Tide – als sonarman
- 1995 My Family – als jonge Jose
- 1993 Fatal Instinct – als bloemenbezorger

### Televisieseries
Selectie:
- 2023 National Treasure: Edge of History - als Rafael Rios - 4 afl.
- 2022 Surfside Girls - als Bob - 7 afl.
- 2019-2021 Mayans M.C. - als 6 afl.
- 2019-2020 Mr. Iglesias - als Tony Ochoa - 22 afl.
- 2017-2018 Mosaic - als Horacio - 7 afl.
- 2017 Tarantula - als Paja (stem) - 9 afl.
- 2015-2017 Hand of God - als Julio Farkas - 5 afl.
- 2016 Luke Cage - als Domingo Colon - 6 afl.
- 2016 Colony - als Carlos - 3 afl.
- 2013-2014 Sons of Anarchy – als Montez – 15 afl.
- 2013-2014 Blue – als Roy – 4 afl.
- 2007-2008 Moonlight – als Guillermo – 5 afl.
- 2002-2003 Greetings from Tucson – als Ernesto Tiant – 22 afl.
- 2001 Max Steel – als dr. Roberto Martinez – 6 afl.
- 1996 Malibu Shores – als Benny – 10 afl.

### Filmproducent
- 2016 Crossing Point - film
- 2006 TV: The Movie - film
- 2000 Road Dogz - film

- Biblioteca Nacional de España: XX4429944
- Bibliothèque nationale de France: cb15604604w (data)
- Gemeinsame Normdatei: 1171577729
- International Standard Name Identifier: 0000 0001 1768 9543
- Library of Congress Control Number: nr98003588
- Nationale Bibliotheek van Israël: 987007319833305171
- Système universitaire de documentation: 144649039
- Virtual International Authority File: 69253060
- WorldCat: E39PBJdmhgyrM9vtyqfjqgjpyd